# Єленська-Гута
Єленська-Гута (пол. Jeleńska Huta) — село в Польщі, у гміні Шемуд Вейгеровського повіту Поморського воєводства.
Населення — 313 осіб (2011).
У 1975-1998 роках село належало до Гданського воєводства.

## Демографія
Демографічна структура станом на 31 березня 2011 року:
|          | Загалом | Допрацездатний вік | Працездатний вік | Постпрацездатний вік |
| -------- | ------- | ------------------ | ---------------- | -------------------- |
| Чоловіки | 157     | 41                 | 102              | 14                   |
| Жінки    | 156     | 39                 | 94               | 23                   |
| Разом    | 313     | 80                 | 196              | 37                   |